# Direct Line International Championships 1997
Direct Line International Championships 1997 — тенісний турнір, що проходив на кортах з трав'яним покриттям Devonshire Park Lawn Tennis Club в Істборні (Англія). Належав до турнірів 2-ї категорії в рамках Туру WTA 1997. Тривав з 17 до 22 червня 1997 року.

## Фінальна частина

### Одиночний розряд
Аранча Санчес Вікаріо -  Яна Новотна

### Парний розряд
Лорі Макніл /  Гелена Сукова -  Ніколь Арендт /  Манон Боллеграф
- Обидва фінали скасовано через дощ.

## Нотатки
1. 1 2  Обидва фінали скасовано через дощ.